# Obraz Matki Bożej w Zielenicach
Matka Boża Zielenicka – obraz Matki Boskiej z dzieciątkiem w Zielenicach. Wierna kopia z jezuickiego kościoła Świętych Macieja i Mateusza w Krakowie.

## Historia obrazu, kultu i kościoła pod jego wezwaniem
Obraz został sprowadzony do Zielenic około roku 1613. Za cudowny obraz został uznany dekretem bp. Piotra Gembickiego w 1654 roku. Ciągłość kultu maryjnego w Zielenicach poświadcza kronika pod nazwą „Księga Cudów” prowadzona nieprzerwanie od 1659 roku.
W 1681 roku ciężko chory szlachcic Franciszek Szembek wraz z całą swoją rodziną przybył do Zielenic, prosząc o uzdrowienie. Niedługo potem wyzdrowiał. W podzięce Szembek przebudował i znacznie rozbudował stary drewniany kościółek, w którym znajdował się obraz, na murowany, w stylu barokowym, z trzema ołtarzami. Podczas budowy przybył Mikołaj Oborski, by wbudować tutaj kamień węgielny. Budowa została zakończona w roku 1691, kiedy to Jan Małachowski poświęcił świątynię. Cudowny obraz Zielenickiej Pani umieszczono w głównym ołtarzu. Wykańczanie dwóch pobocznych ołtarzy trwało jeszcze do 1717 i w tym samym roku kościół został poświęcony przez syna fundatora Michała Szembeka, sufragana krakowskiego. W 1747 inny potomek – Krzysztof Jan Szembek, biskup warmiński, ofiarował kościołowi bogato zdobione naczynia kościelne, m.in. parę srebrnych ampułek, trzy srebrne tace, osiem ornatów, kapę, trzy antepedia. W wiekach XVII i XVIII, Zielenice były bardzo znanym sanktuarium maryjnym, do którego pielgrzymowali ludzie z całej Rzeczypospolitej Obojga Narodów, jak i z całej Europy.
W XIX i XX wieku sanktuarium zielenickie znacznie podupadło. W latach 1979–2005 sanktuarium opiekowali się księża orioniści. Był to czas renesansu tej świątyni. Należy wymienić wśród nich ks. Józefa Józefiaka (+1999), który ogrom swej pracy włożył w odrestaurowanie kościoła i obrazu. Papież Jan Paweł II koronował obraz Matki Bożej Zielenickiej papieskimi koronami w 1983 roku na Jasnej Górze, dla uczczenia 100-lecia istnienia diecezji kieleckiej.